# Весёлая (Нижнеентальский сельсовет)
Весёлая — деревня в Кичменгско-Городецком районе Вологодской области России. Входит в состав Енангского сельского поселения, с точки зрения административно-территориального деления — в Нижнеентальский сельсовет.

## География
Находится у реки Бичевица.

### Географическое положение
Расстояние до районного центра Кичменгского Городка по автодороге составляет 63,5 км, до центра муниципального образования Нижнего Енангска по прямой — 13 км. Ближайшие населённые пункты — Нижняя Ёнтала, Огрызково, Титовщина.

## Население
| 2010 |
| ---- |
| 25   |

### Гендерный и национальный состав
Население по данным переписи 2002 года — 40 человек (20 мужчин, 20 женщин). Преобладающая национальность — русские (97 %).

## Инфраструктура
Личное подсобное хозяйство.

## Транспорт
Проходит по северной окраине дорога местного значения.